# École supérieure des arts et techniques de la mode
L'École supérieure des arts et métiers de la mode ou ESMOD est un établissement d'enseignement supérieur privé reconnu par l'État formant aux métiers de la mode. Anciennement appelée Guerre-Lavigne, elle a été fondée en 1841 par Alexis Lavigne, ce qui en fait la plus ancienne école de mode au monde.

## Organisation
L'École supérieure des arts et techniques de la mode dispense deux programmes de formation en trois ou cinq ans après le baccalauréat : un enseignement en stylisme et modélisme certifié par l'État français au niveau 6 ; ainsi qu'un enseignement d'approfondissements théoriques transversaux et de développement d’un projet de création en mode depuis 2021 avec son diplôme de « directeur de création mode et industries créatives » visé par l'État et contrôlé par le ministère de l'Enseignement supérieur et de la recherche au niveau 7 (bac+5, master),.
En parallèle, l'école dispense également un enseignement en « Fashion Business » dans ses locaux de l'Institut supérieur européen de la mode (ISEM), aujourd'hui ESMOD Fashion Business.
Le réseau de l'école compte aujourd'hui cinq écoles en France à Paris,, Bordeaux, Lyon, Rennes et Roubaix et 15 autres écoles à travers le monde et dans les villes suivantes : Séoul, Pékin (Beijing), Beyrouth, Istanbul, Damas, Dubaï, Jakarta, Tokyo, Oslo, Kyoto, Kuala-Lumpur, Guangzhou, Sousse et Tunis.

## Historique
Alexis Lavigne, devenu tailleur à Paris, publie sa première Méthode du Tailleur en 1841, et reçoit des élèves chez lui pour leur apprendre son art. C'est la création de cette école. Quatre ans plus tard, il fait breveter son système de coupe : « barème du tailleur ». En 1847, il invente le buste mannequin tel que nous le connaissons encore aujourd’hui. La même année, il dépose un brevet pour le mètre-ruban imperméabilisé,. À l'école, il est assisté de sa fille Alice Guerre.
Berthe Guerre, née en 1881, petite-fille d'Alexis Lavigne, publie la 15e édition de la méthode de sa mère Alice Guerre-Lavigne : Nouvelle Méthode de Coupe et Manière de faire ses robes soi-même.

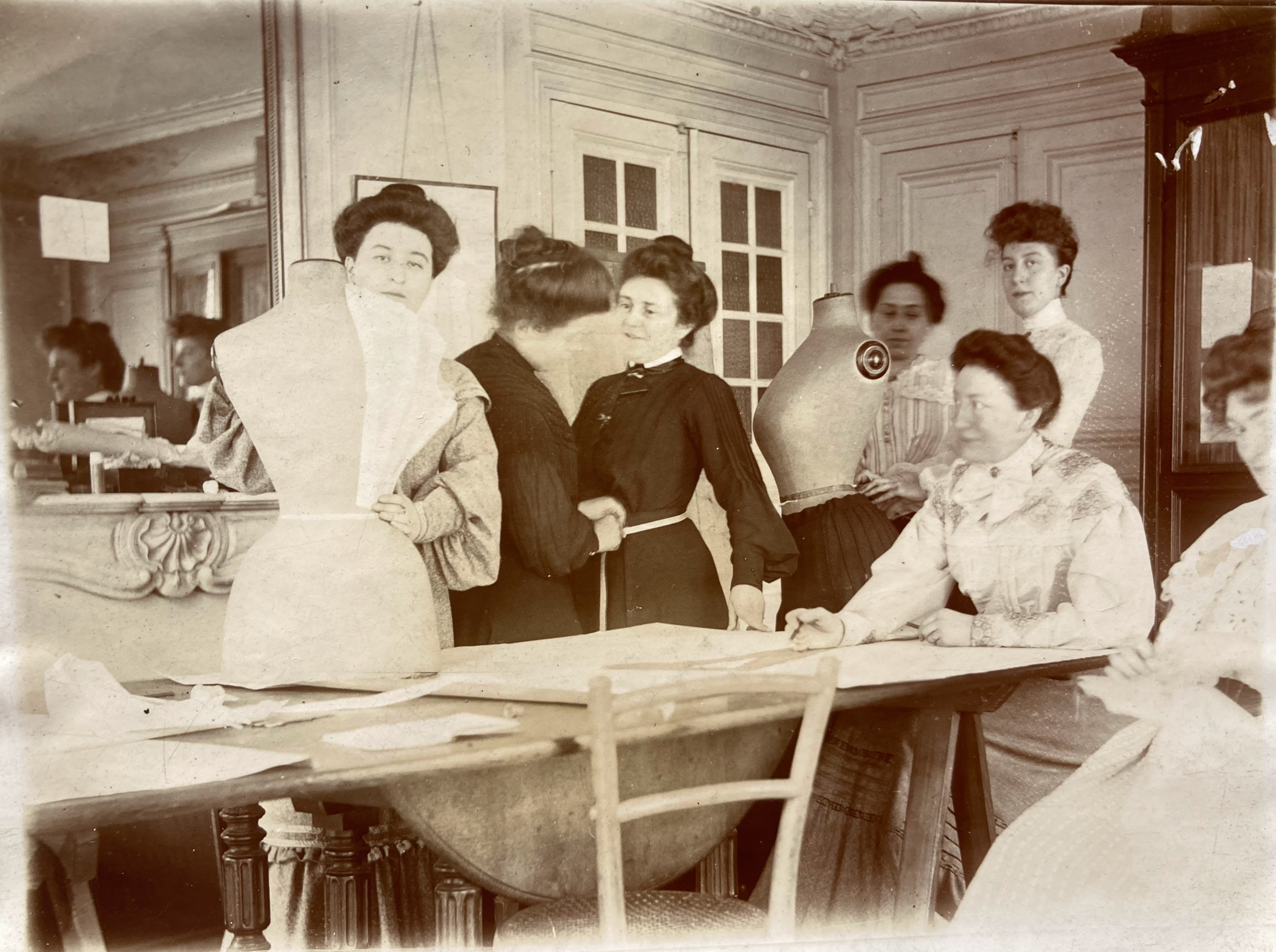
École Guerre-Lavigne (aujourd'hui ESMOD). Alice Guerre est assise et sa fille Berthe est debout derrière elle.

Après le décès d'Alexis Lavigne en 1886, ce sont sa fille Alice et sa petite-fille Berthe qui continuent les cours à l'école.

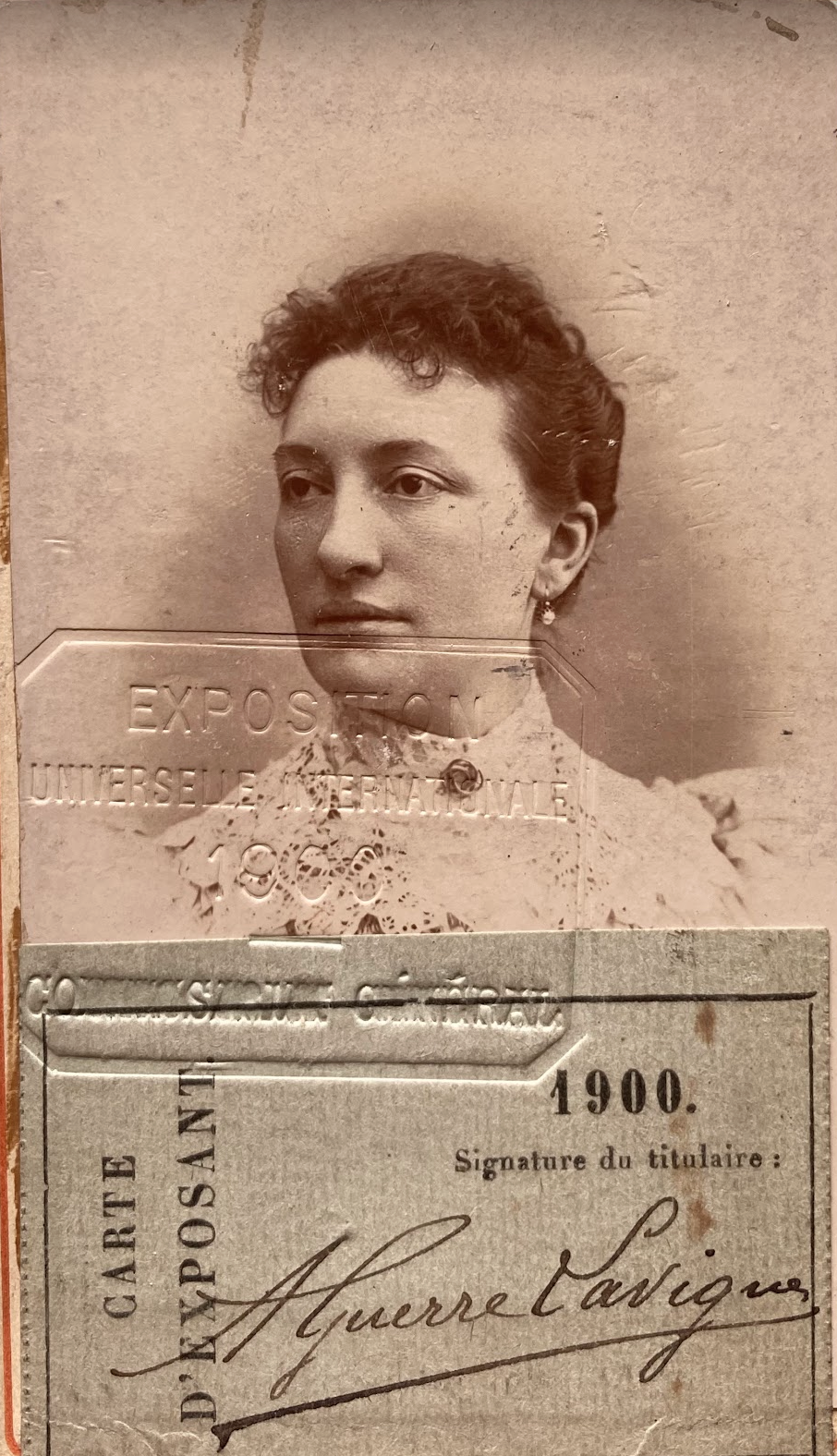
Alice Guerre, carte d'exposant pour l'Exposition Universelle Internationale de 1900.

En 1900, l'école de couture est exposante à l'occasion de l'Exposition universelle internationale.
En 1908, les cours de coupe créés par Alexis Lavigne prennent le nom d’« École Guerre ». L'école s’installe dans des locaux rue Molière, après avoir été installé rue Montmartre pendant 14 ans.
En 2011, l'école fête ses 170 ans. En 2012, cette école participe à un concours, avec la marque Hugo Boss, qui voit la commercialisation des modèles gagnants dans la boutique parisienne des Champs-Élysées. En 2014, l'école est la préférée des professionnels de la mode selon le magazine L'Étudiant,. En 2018, une nouvelle implantation parisienne est ouverte avenue Jean-Lolive à Pantin, s'ajoutant à l'autre implantation parisienne et siège de l'école, 12 rue de La Rochefoucauld, dans le 9e arrondissement,.

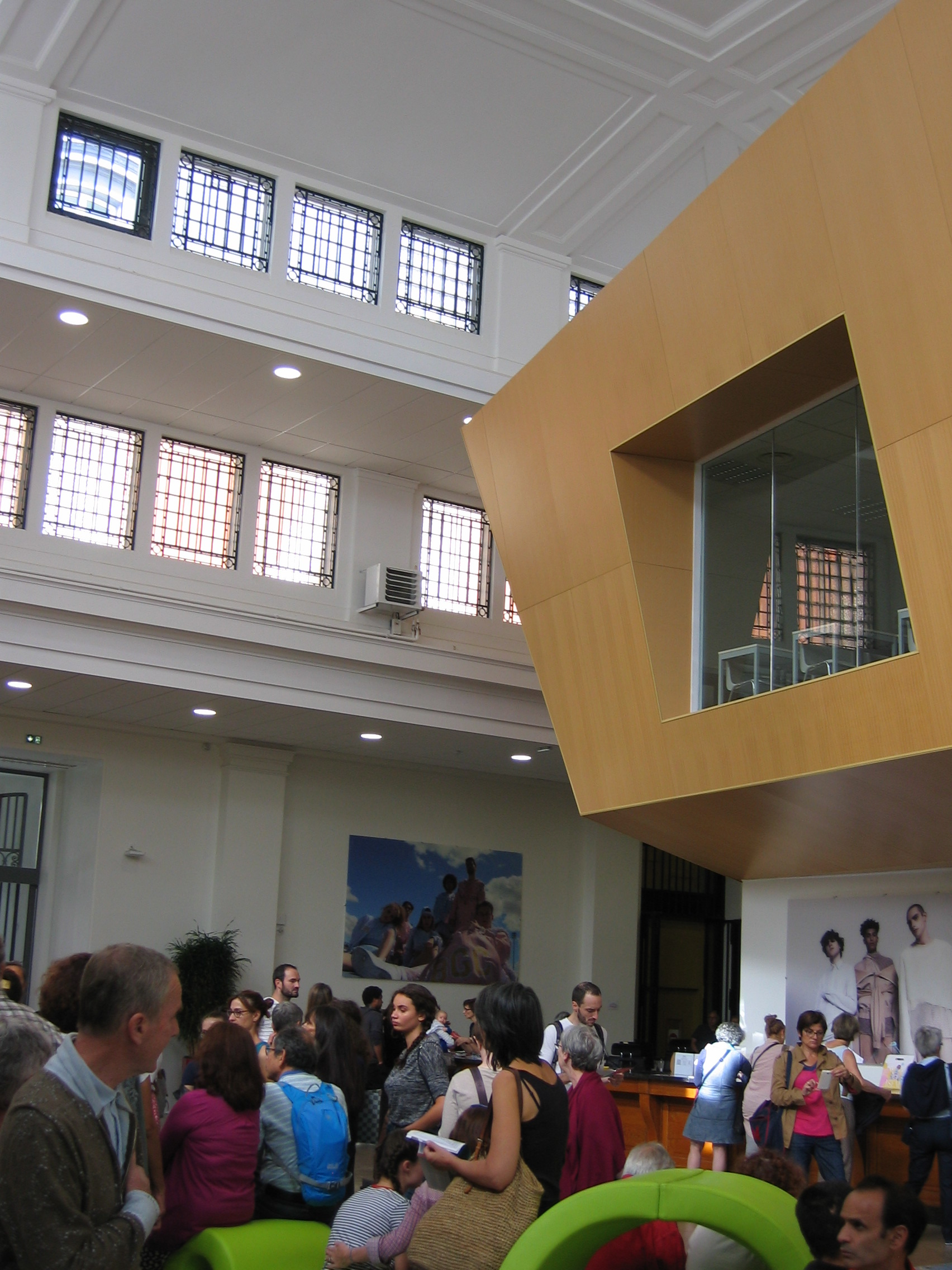
Hall de l'établissement de Pantin (pendant les journées du patrimoine 2018).
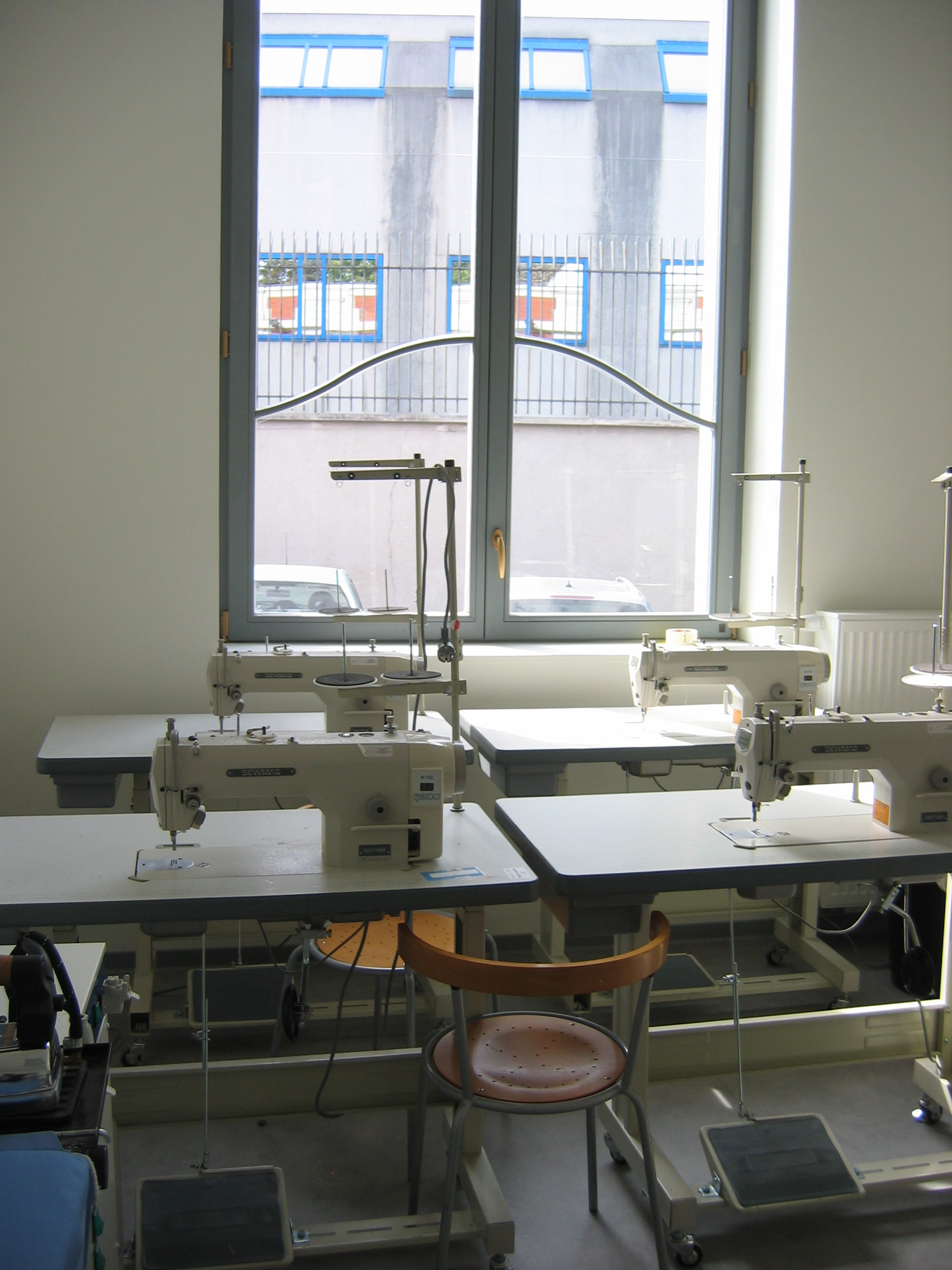
Salle intérieure.
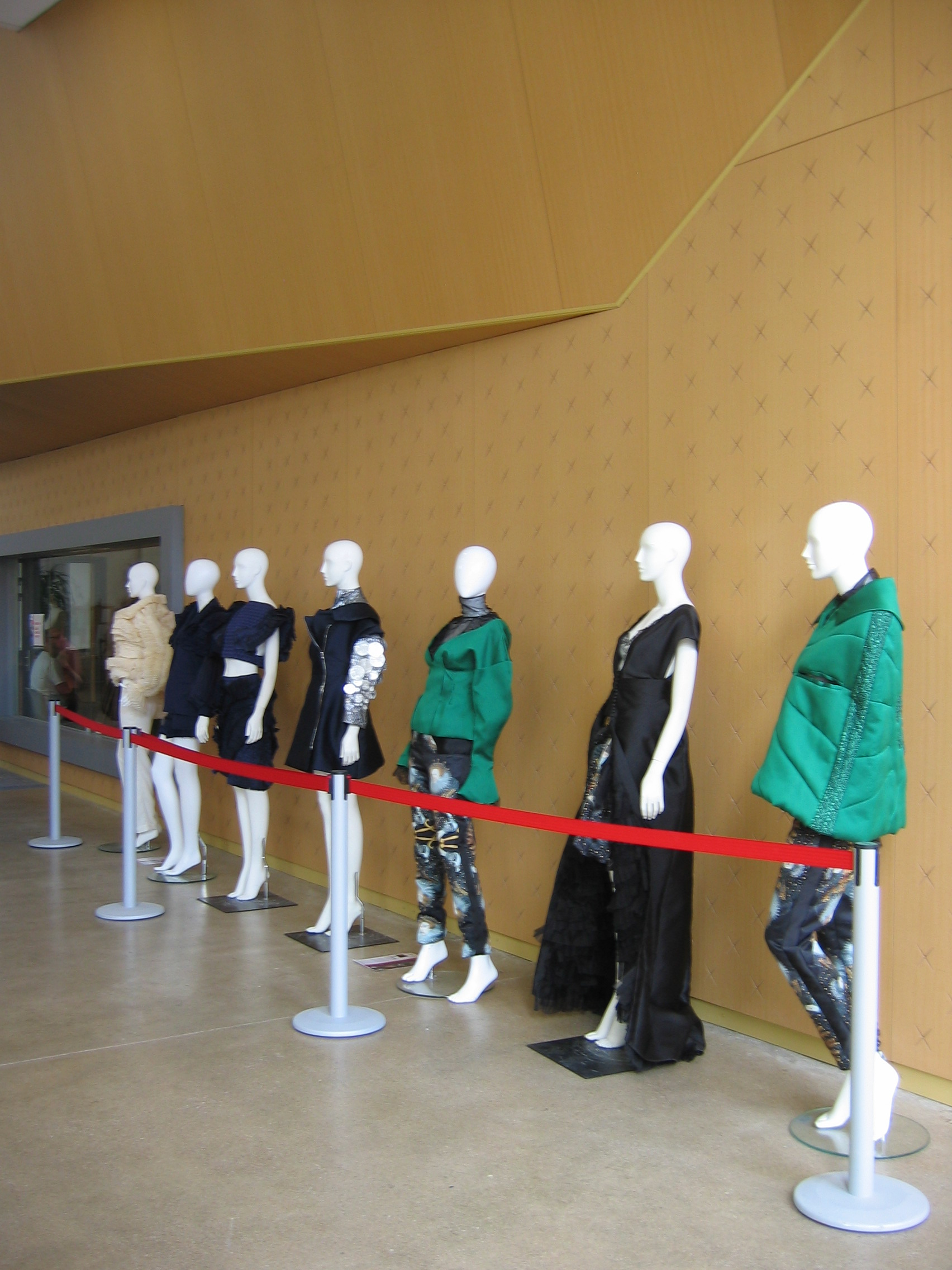
Créations récentes, présentées à Pantin.
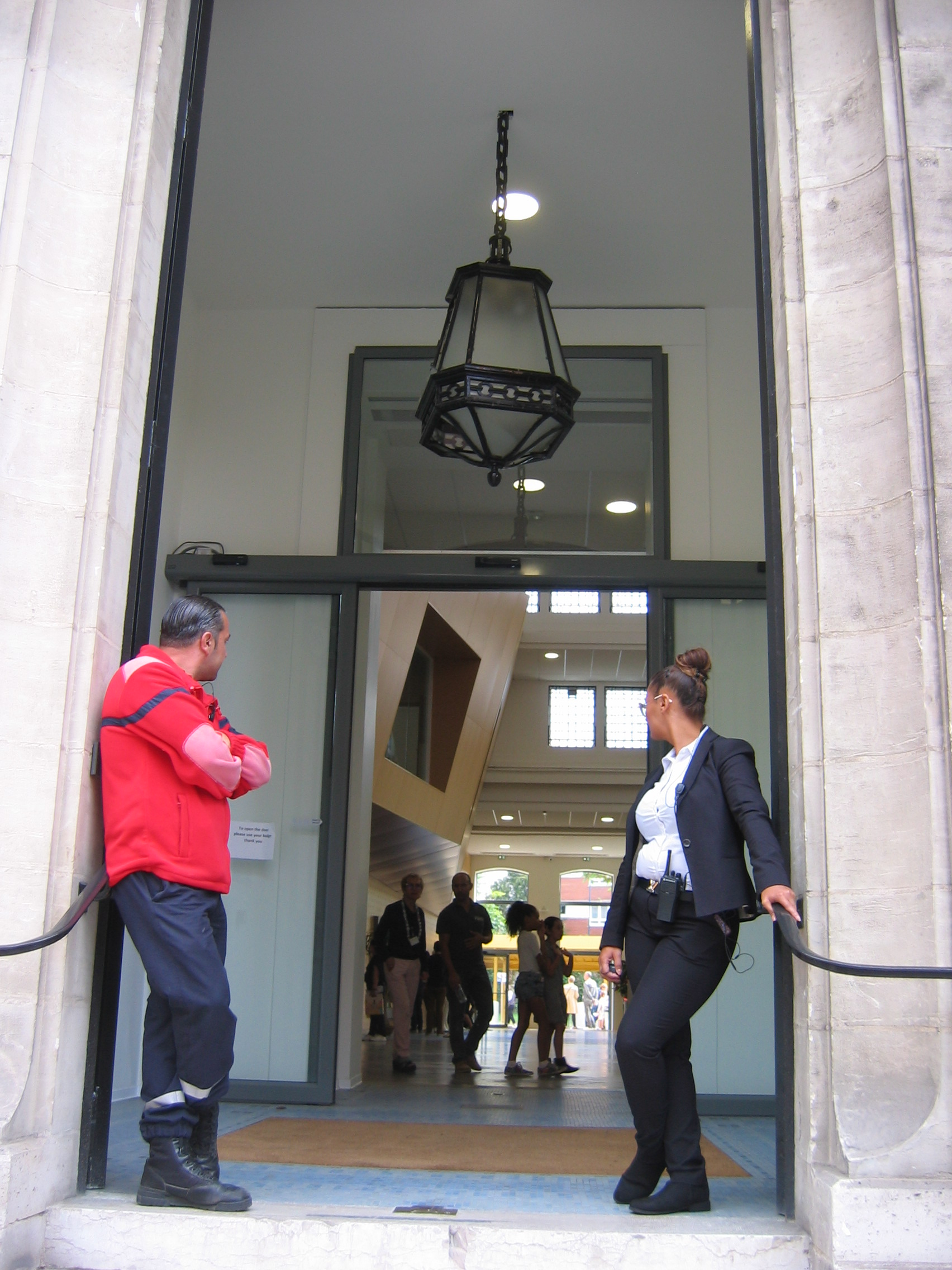
Entrée de l'établissement de Pantin.
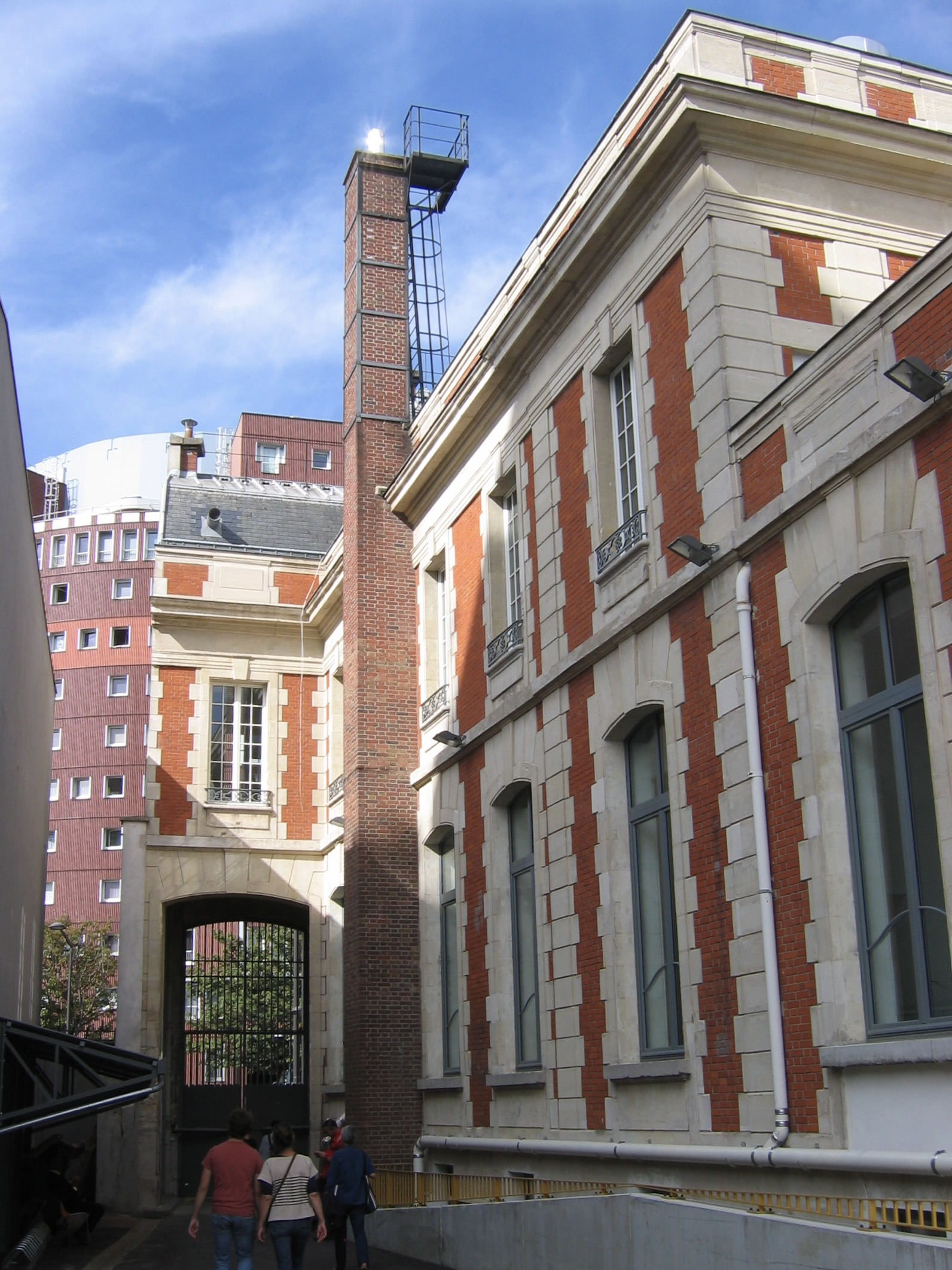
Le bâtiment de Pantin (ancienne implantation bancaire du XIXe siècle).

## Personnalités liées à ESMOD
- Olivier Rousteing, directeur artistique de Balmain
- Christophe Decarnin, ancien directeur artistique de Balmain
- Franck Sorbier[13]
- Alexandre Vauthier[14]
- Damir Doma[15]
- Nicolas Fafiotte[16]
- Vannina Vesperini[17]
- Dice Kayek
- Valérie Durand
- Vianney
- Anna Ngann Yonn
- Stéphanie Renoma
- Simon Porte Jacquemus
- Liu Lisi
- Pepita D